# Јорк (Небраска)
Јорк (енгл. York) град је у америчкој савезној држави Небраска.

## Демографија
По попису из 2010. године број становника је 7.766, што је 315 (-3,9%) становника мање него 2000. године.
| Група             | 2000.         | 2010.         |
| Белци             | 7.765 (96,1%) | 7.192 (92,6%) |
| Афроамериканци    | 60 (0,7%)     | 77 (1,0%)     |
| Азијати           | 60 (0,7%)     | 52 (0,7%)     |
| Хиспаноамериканци | 126 (1,6%)    | 340 (4,4%)    |
| Укупно            | 8.081         | 7.766         |